# Génave
Génave er en by og kommune i det sydlige Spanien i provinsen Jaén. Den har et indbyggertal på 547 (2024) indbyggere.